# 康達環保
康達國際環保有限公司，簡稱康達國際環保，以及康達環保（英語：KANGDA INTERNATIONAL ENVIRONMENTAL COMPANY LIMITED，港交所：6136），在1996年，由赵隽贤（董事長）於重慶（總部）成立「康達集團」。

## 历史
業務在國內經營订制及综合的污水处理解决方案及服务。
股份在2014年7月4日於港交所主板上市。招股價為2至2.8港元，集資額為14億港元，全球發售為5億股，而霸菱基金則發行7億港元的可換股債券，持有該公司28.7%股權。